# Salem, Massachusetts

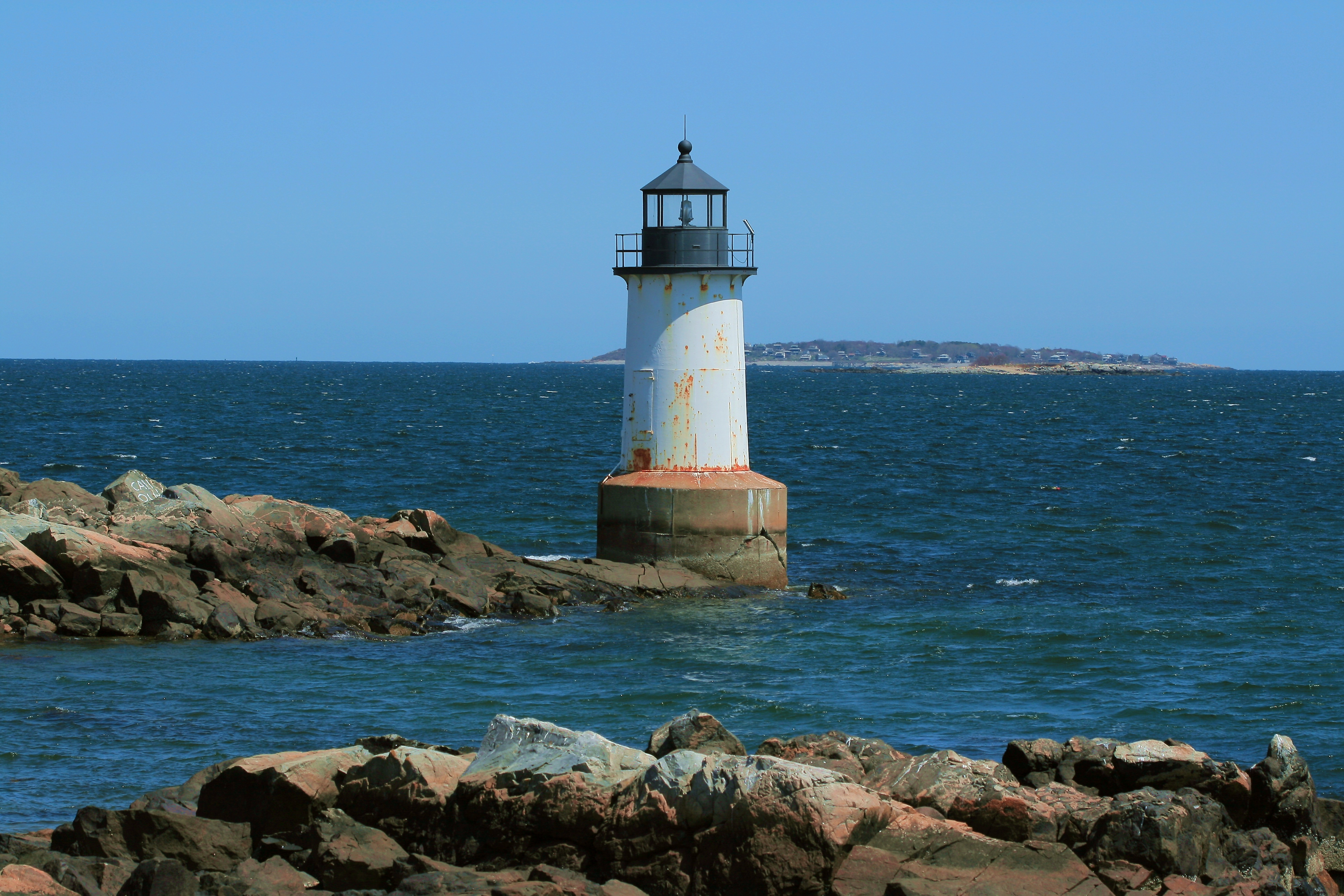

Salem, Massachusetts là một thành phố thủ phủ quận Essex trong tiểu bang thịnh vượng chung Massachusetts, Hoa Kỳ. Thành phố có tổng diện tích km², trong đó diện tích đất là km². Theo điều tra dân số Hoa Kỳ năm 2000, thành phố có dân số 40.407 người.
Salem có Đại học bang Salem, Salem Willows Park và Bảo tàng Peabody Essex, Salem là một khu vực dân cư và du lịch bao gồm các khu phố cổ Salem, điểm, Nam Salem Bắc Salem, Heights Phù thủy, Pickering Wharf, Quận McIntire lịch sử (được đặt tên sau khi kiến trúc sư nổi tiếng của Salem và khắc, Samuel McIntire).
Salem là một trong các cảng biển quan trọng nhất trong đầu Mỹ. 